# Ludvig III av Hessen-Darmstadt
Ludvig III, född 9 juni 1806 i Darmstadt, död 13 juni 1877 i Seeheim, var en tysk furste som var regerande storhertig av Hessen från 1848 till sin död. Han efterträddes av sin brorson, Ludvig IV.

## Biografi
Han var son till storhertig Ludvig II av Hessen-Darmstadt och Wilhelmine av Baden. Han gifte sig med Mathilde Caroline av Bayern (1813-1862), äldsta dotter till kung Ludvig I av Bayern, i München den 26 december 1833. Det föddes inga barn i äktenskapet. Ludvig gifte om sig morganatiskt 1868 med baronessan Magdalena von Hochstädten (1846-1917), men inte heller detta äktenskap resulterade i några barn.